# .college
.College是在互联网域名系统中使用的通用顶级域名（gTLD）之一，它于2014年4月10日被授予DNS顶级域。

## 背景
.College由XYZ.COM LLC管理，XYZ.COM LLC同时也是.xyz的管理者。